# Pleasant View (Tennessee)
Pleasant View è un comune degli Stati Uniti d'America, situato nello Stato del Tennessee, nella Contea di Cheatham.